# Космос-2125
Космос-2125 је један од преко 2400 совјетских вјештачких сателита лансираних у оквиру програма Космос.
Космос-2125 је лансиран са космодрома Плесецк, СССР, 12. фебруара 1991. Ракета-носач Космос је поставила сателит у орбиту око планете Земље. Маса сателита при лансирању је износила 40 килограма. Космос-2125 је био комуникациони сателит.